# Politica della Francia

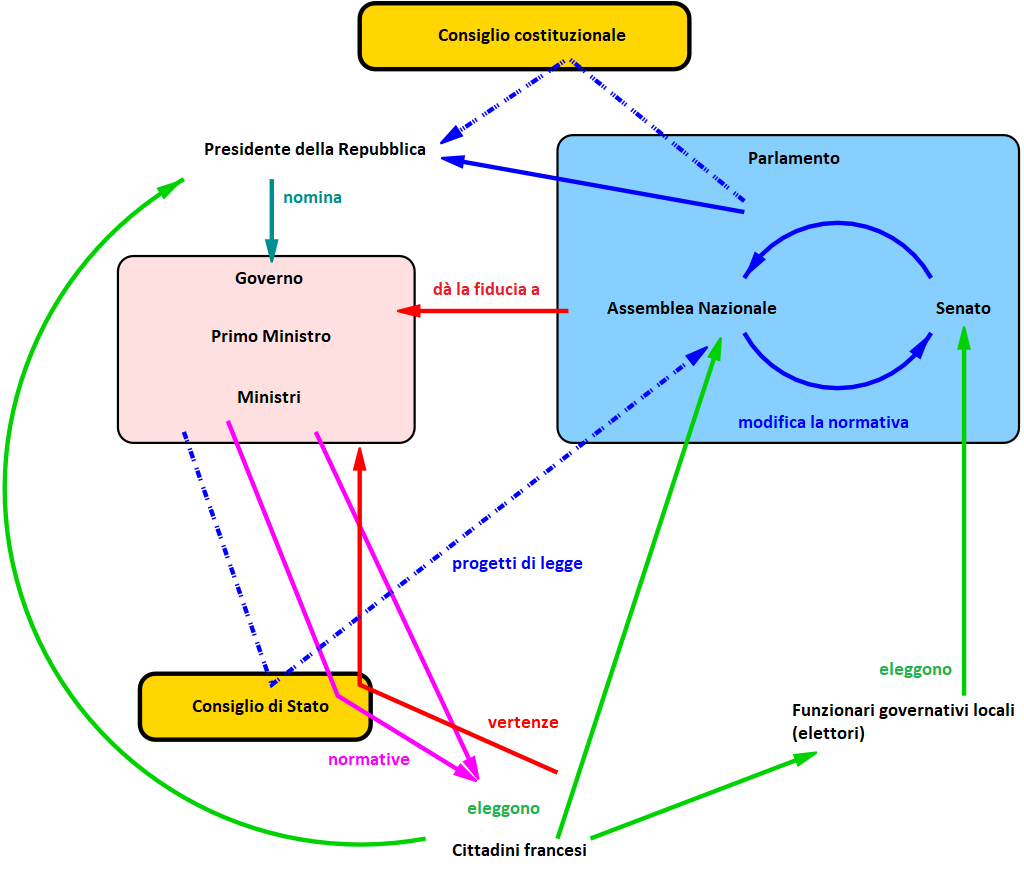
Schema del sistema politico francese

La Francia è una repubblica semipresidenziale. La Costituzione della Quinta repubblica dichiara che il paese è "una repubblica indivisibile, laica, democratica e sociale". La Costituzione prevede la separazione dei poteri e proclama il legame della Francia ai diritti dell'uomo e ai principi di sovranità nazionale come definiti dalla Dichiarazione del 1789.
Le istituzioni francesi seguono il principio classico della separazione dei poteri tra legislativo, esecutivo e giudiziario. Il presidente è in parte responsabile della gestione del potere esecutivo, ma l'attività di governo compete, più che altro, al primo ministro. Sebbene il primo ministro sia di nomina presidenziale, deve ricevere la fiducia dall'Assemblea nazionale, ossia la camera bassa del Parlamento. Il primo ministro è quindi espresso dalla maggioranza all'Assemblea nazionale, che non corrisponde necessariamente allo schieramento politico del presidente.
Il Parlamento è composto dall'Assemblea nazionale e dal Senato. Il Parlamento approva le leggi e il bilancio dello Stato, controlla l'operato del potere esecutivo attraverso interrogazioni e costituendo commissioni d'inchiesta. Il controllo sulla costituzionalità delle leggi è devoluto al Consiglio costituzionale, i cui membri sono nominati dal presidente della Repubblica e dai rispettivi presidenti di Assemblea nazionale e Senato. Fanno parte del Conseil anche gli ex presidenti della Repubblica.
Il potere giudiziario si divide tra la giurisdizione ordinaria (che cura i casi civili e penali) e quella amministrativa (che giudica i ricorsi contro i provvedimenti amministrativi). L'ultima istanza della giurisdizione ordinaria è la Corte di cassazione, mentre la suprema corte amministrativa è il Consiglio di Stato. Esistono diverse agenzie indipendenti, come organismi che svolgono attività di controllo contro gli abusi di potere. La Francia è uno Stato unitario, ma gli enti locali (régions, départements e communes) hanno diverse attribuzioni, il cui esercizio è tutelato dalle ingerenze del governo centrale.

## Costituzione
La Costituzione della Quinta Repubblica, approvata mediante un referendum popolare nel 1958, ha rafforzato notevolmente i poteri della Presidenza e del Governo nei confronti del Parlamento.
La Costituzione non contiene una Carta dei diritti, ma (analogamente alla Costituzione della Quarta Repubblica) il suo preambolo afferma che la Francia deve conformarsi ai principi della Dichiarazione dei diritti dell'uomo e del cittadino. Si ritiene, quindi, che questi principi abbiano valore costituzionale e che una norma ad essi contraria debba essere dichiarata non conforme alla Costituzione.
Tra questi principi, si possono citare l'uguaglianza di tutti i cittadini davanti alla legge e il conseguente rifiuto di privilegi legali, come erano conosciuti nell'Antico regime; la presunzione d'innocenza; le libertà di parola e di opinione (compresa quella di religione); la garanzia della proprietà privata contro gli espropri arbitrari; la responsabilità dei funzionari pubblici nei confronti della cittadinanza.

## Potere esecutivo
In Francia il potere esecutivo è esercitato da due soggetti: il presidente della Repubblica e il primo ministro.

### Presidente della Repubblica

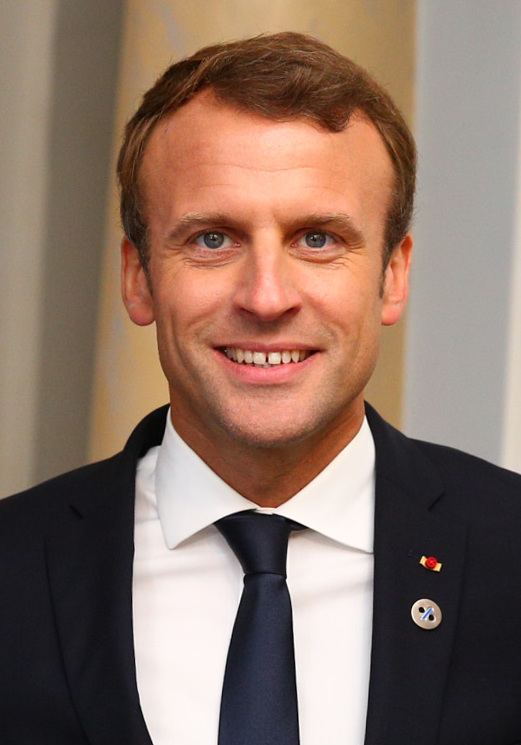
Emmanuel Macron, attuale Presidente della Repubblica Francese.

Eletto direttamente dal popolo a partire dal 1962, gode un'influenza sulle vicende nazionali notevolmente superiore a quella degli altri capi di Stato in Europa occidentale, soprattutto nel caso in cui la maggioranza dell'Assemblea nazionale sia espressa dal suo partito.
Il presidente nomina il primo ministro e presiede le riunioni del gabinetto ministeriale, è comandante delle Forze armate ed è il principale responsabile della politica estera;
può indire referendum su questioni politiche nazionali e sciogliere l'Assemblea nazionale. In casi di estrema emergenza, può assumere poteri speciali.
In origine, il presidente era eletto per sette anni. Dal 2000, il termine è stato abbreviato a cinque anni per far coincidere le elezioni presidenziali con quelle generali ed evitare i casi di coabitazione; inoltre, dal 2007, il presidente in carica può essere rieletto per un secondo mandato, poi non può più ricandidarsi. Normalmente, il presidente non può approvare leggi o regolamenti, tuttavia, se il Parlamento è schierato con la sua fazione politica, può suggerire fortemente l'adozione di certe leggi, o chiedere al primo ministro di varare un regolamento.
Nella Costituzione originale (del 1958), il presidente era eletto da un collegio elettorale composto da membri di diritto (senatori, deputati, consiglieri dei comuni superiori a 9 000 abitanti, ecc.) e da membri designati per l'occasione, in rappresentanza dei comuni minori. Tuttavia, nel 1962, Charles de Gaulle ottenne, attraverso un referendum, un emendamento alla Costituzione per cui il presidente sarebbe stato eletto direttamente dai cittadini. Il sistema di voto è quello del doppio turno: esso prevede che il candidato presidente debba ottenere la maggioranza delle schede non bianche sia al primo che al secondo turno (ballottaggio); questo presumibilmente implica che il presidente sia sostenuto almeno dalla metà dei votanti, conferendogli una considerevole legittimazione. Nonostante i suoi poteri de iure siano piuttosto ridotti, il presidente gode di una considerevole influenza e di poteri effettivi.
Come conseguenza, il presidente è la figura preminente del sistema politico francese. Nomina il primo ministro; anche se non può dimetterlo de iure, se il primo ministro è della sua fazione politica, può in pratica farlo rinunciare su richiesta. Nomina i ministri, i viceministri e i segretari. Quando il partito o i sostenitori del presidente controllano il Parlamento, il presidente è il giocatore dominante nell'azione esecutiva, scegliendo chiunque desidera per il Governo, e facendogli seguire la sua agenda politica (i disaccordi parlamentari possono comunque avvenire anche nello stesso partito).
Quando gli oppositori politici del presidente controllano il Parlamento, il predominio del presidente può essere severamente limitato, poiché deve scegliere un primo ministro e un Gabinetto che riflettano la maggioranza parlamentare, e che seguiranno l'agenda della maggioranza. Quando la Presidenza e il Parlamento sono espressione di partiti di diversi schieramenti, l'intesa nella divisione del potere è conosciuta come coabitazione. Dal 7 maggio 2017 è presidente Emmanuel Macron.
La Politica francese si svolge in una repubblica semipresidenziale, il presidente è capo dello Stato e il primo ministro è capo del governo. Il sistema partitico si incardina in coalizioni di centro-sinistra e centro-destra. Il potere esecutivo è esercitato dal governo. Il potere legislativo è esercitato sia dal governo che dal Senato e dall'Assemblea nazionale. Il potere giudiziario è indipendente dall'esecutivo e dal legislativo.

## I principali partiti in Francia
Il sistema partitico basato sulla distinzione fra destra e sinistra nacque in Francia già nel 1789, in seguito alla Rivoluzione francese. Dopo la prima guerra mondiale e il congresso di Tours che portò alla nascita della SFIC (futuro PCF) la sinistra rimase al potere dal 1924 al 1926 (cartello delle sinistre), dal 1932 fino ai fatti del 6 febbraio 1934, e nel 1936 come Fronte Popolare.

### La Sinistra
All'inizio del XX secolo la sinistra in Francia era divisa fra riformisti e rivoluzionari; accanto ai repubblicani, radicali e radical-socialisti e la SFIO (Sezione francese dell'Internazionale operaia) di Léon Blum, il Partito Comunista Francese rimaneva una forza di cui tenere conto, nonostante fosse esclusa dal potere a partire dal maggio 1947.
Il PCF ha sempre visto vari gruppi attivi alla sua sinistra, anche della Nuova Sinistra o Seconde Gauche: il gruppo di Cornelius Castoriadis (1948-1965), Lotta Operaia di Arlette Laguiller, la Lega comunista rivoluzionaria e vari movimenti anarchici. Fra gli esponenti della nuova sinistra vi sono anche gli ambientalisti (che fondano nel 1982 il partito dei Verdi) e propugnatori dei nuovi movimenti sociali (fra cui Michel Foucault, Gilles Deleuze, etc). Ricordiamo inoltre il Partito socialista unificato (nato dalla fusione fra il Partito socialista autonomista, l'Unione della sinistra socialista e la Tribuna per il comunismo).

## Politica francese durante la V Repubblica
Dopo che, nel 1958, Charles de Gaulle fece adottare la Costituzione della V Repubblica francese, la Francia fu guidata da governi di centro-destra fino al 1981, con un programma di indipendenza nazionale e di dirigismo politico. I gollisti furono accusati per la loro eccessiva influenza sul sistema radio-televisivo, che costituiva un monopolio. La politica sociale di De Gaulle fu decisamente conservatrice. Nel maggio 1968, una serie di scioperi operai e di dimostrazioni studentesche scossero la Francia, senza tuttavia provocare un immediato cambio di governo; l'esecutivo di destra fu anzi rieletto trionfalmente nelle elezioni del giugno 1968. Nel 1969 l'elettorato francese bocciò con un referendum la riforma del Senato sostenuta da De Gaulle, indebolendo la sua posizione.
Nel 1981 François Mitterrand, esponente del Partito Socialista, fu eletto presidente con un programma di riforme incisive. Assicurandosi una maggioranza parlamentare favorevole con uno scioglimento anticipato dell'Assemblea nazionale, il suo esecutivo promosse un ampio programma di riforme sociali ed economiche:
- politiche sociali:
  - abolizione della pena di morte;
  - abrogazione della legislazione che criminalizzava alcuni comportamenti omosessuali (fin dalla Rivoluzione francese, la Francia non ha mai perseguito l'omosessualità tra adulti in privato, ma l'omosessualità era ufficialmente considerata una malattia da curare);
- politiche economiche:
  - il governo promosse una serie di nazionalizzazioni;
  - la durata dell'orario lavorativo settimanale fu ridotta da 40 ore a 39 ore.

Tuttavia, nel 1983, l'alto livello di inflazione e altri problemi economici costrinsero una brusca svolta nelle politiche economiche, nota come rigueur (rigore), dopo la quale il governo socialista-comunista avviò politiche di contenimento della spesa pubblica. Benché le nazionalizzazioni siano successivamente state abbandonate dai governi successivi, le riforme sociali non sono state rimosse. Da allora, la guida del governo è stata detenuta alternativamente dalla coalizione di sinistra (composta dal Partito Socialista, il Partito Comunista Francese e più di recente I Verdi) e dalla coalizione di destra (composta dall'Unione per la Democrazia Francese e dal Raggruppamento per la Repubblica di Jacques Chirac, successivamente sostituito dall'Unione per un Movimento Popolare). Queste due coalizioni sono piuttosto stabili e non ci sono stati cambi di maggioranza durante la legislatura e cadute di governo, che erano invece frequenti nella Quarta Repubblica.
Gli anni ottanta e novanta videro anche l'emergere del Fronte Nazionale di Jean-Marie Le Pen, un partito xenofobo che lotta contro l'immigrazione, soprattutto dai Paesi nordafricani come l'Algeria, la disoccupazione e la criminalità. Dagli anni ottanta infatti la disoccupazione è rimasta costantemente elevata, circa il 10% della popolazione, nonostante le politiche messe in atto per contrastarla. Inoltre, in questo periodo sono cambiate le caratteristiche della criminalità, con un drammatico aumento della piccola criminalità e della delinquenza giovanile, anche se si discute su quanto questo aumento sia dovuto solamente a una maggiore percezione del fenomeno. I problemi nelle banlieues – un eufemismo che indica i quartieri popolari periferici abitati da un'alta percentuale di immigrati nordafricani– devono ancora essere affrontati con successo. Il relativo successo riscosso da Jean-Marie Le Pen alle elezioni presidenziali del 2002 è stato attribuito in maniera significativa ai problemi legati alla percezione di un aumento della criminalità giovanile.

## Presidenti Francesi
|   | Nome                     | Inizio Mandato | Fine Mandato | Partito                                                           |
| 1 | Charles De Gaulle        | 1959           | 1969         | Unione per la Nuova Repubblica                                    |
| 2 | Georges Pompidou         | 1969           | 1974         | Unione per la Difesa della Repubblica                             |
| 3 | Valéry Giscard d'Estaing | 1974           | 1981         | Unione per la Democrazia Francese                                 |
| 4 | François Mitterrand      | 1981           | 1995         | Partito Socialista Francese                                       |
| 5 | Jacques Chirac           | 1995           | 2007         | Raggruppamento per la Repubblica/Unione per un Movimento Popolare |
| 6 | Nicolas Sarkozy          | 2007           | 2012         | Unione per un Movimento Popolare                                  |
| 7 | François Hollande        | 2012           | 2017         | Partito Socialista Francese                                       |
| 8 | Emmanuel Macron          | 2017           | in carica    | En Marche!                                                        |

## Politica francese recente
Durante i suoi primi due anni in carica, il primo ministro del presidente Jacques Chirac fu Alain Juppé, che era contemporaneamente anche il leader del partito neo-gollista di Chirac (Raggruppamento per la Repubblica). Chirac e Juppé godevano di una maggioranza vastissima all'Assemblea nazionale (470 seggi su 577). Ciò nonostante, il governo venne coinvolto in vari scandali legati alla corruzione e riguardanti il passato del RPR ed inoltre alcune riforme furono altamente impopolari e causarono una serie di scioperi. Sapendo che il governo avrebbe potuto essere costretto a prendere delle decisioni impopolari prima delle elezioni parlamentari programmate per la primavera 1998, in modo da assicurare alla Francia il rispetto dei parametri di Maastricht per l'ammissione all'euro, Chirac convocò elezioni anticipate nell'aprile 1997.
La sinistra, guidata dal leader del Partito Socialista Lionel Jospin, che era stato sconfitto da Chirac alle elezioni presidenziali del 1995, inaspettatamente ottenne una solida maggioranza all'Assemblea nazionale (319 seggi, contro i 289 che assicurano la maggioranza assoluta). Il presidente Chirac nominò Jospin primo ministro il 2 giugno e Jospin formò un governo composto prevalentemente da ministri socialisti, assieme ad alcuni ministri provenienti da partiti alleati, come il Partito Comunista Francese e i Verdi. Jospin diede il suo appoggio al rafforzamento dell'integrazione europea e affermò la sua volontà di mantenere la Francia sulla via verso l'Unione economica e monetaria, assieme ad una maggiore attenzione ai temi sociali.
Nei periodi di "coabitazione" (un presidente di un partito, il primo ministro di un partito della coalizione avversa) la prassi attribuisce al presidente un ruolo principale nella politica estera e di difesa, con un ruolo predominante nella politica interna attribuito invece al primo ministro e al suo governo. Jospin tuttavia affermò di non volere lasciare a priori alcun ambito al controllo esclusivo del presidente. Chirac e Jospin collaborarono, per lo più, nel settore della politica estera concordando una linea unitaria. La loro "coabitazione" fu la più lunga nella storia della Quinta Repubblica. Comunque, terminò con le elezioni per l'Assemblea nazionale che seguirono la netta sconfitta di Jospin e la riconferma di Chirac alle elezioni presidenziali del 2002 (Jospin non riuscì neppure ad accedere al secondo turno). Questo permise a Chirac di affidare l'incarico di nuovo primo ministro a Jean-Pierre Raffarin.
Il 29 maggio 2005 gli elettori francesi bocciarono con un'ampia maggioranza il referendum sul Trattato per una Costituzione per l'Europa; questo risultato è stato generalmente interpretato come un segnale di insoddisfazione nei confronti di Chirac e del suo governo. Due giorni dopo, Raffarin si dimise e Chirac nominò primo ministro Dominique de Villepin, precedentemente ministro degli esteri. Una sfida durevole è costituita dal Fronte nazionale di Jean-Marie Le Pen e dalle sue rivendicazioni xenofobe e isolazioniste. Riuscì ad accedere al ballottaggio nelle elezioni presidenziali del 2002 contro Chirac, a cui gli osservatori pensavano che sarebbero potuti giungere solamente Chirac e Jospin.
Il sovranismo, cioè il movimento politico che si oppone al potere crescente delle istituzioni comunitarie europee, non è un fattore cruciale nella politica francese. Probabilmente la bocciatura del progetto di Costituzione per l'Europa non fu motivato da queste ragioni. Una delle grandi questioni della politica francese recente è il libéralisme, con cui si intende quello che in Italia si tende a chiamare liberismo, cioè la riduzione dei vincoli in economia, opposta all'intervento statale. A titolo di esempio, i sostenitori del libéralisme vogliono ridurre le regolamentazioni sui contratti di lavoro, poiché pensano che le relazioni tra datore di lavoro e dipendente siano meglio stabilite da accordi diretti piuttosto che da direttive del governo. Riguardo a questo stesso esempio, i critici del libéralisme ribattono che i lavoratori dipendenti presi singolarmente sono deboli in confronto ai datori di lavoro e alle dinamiche del mercato, quindi l'intervento governativo è necessario per sostenerli.
Tradizionalmente, la destra è più libérale della sinistra, anche se varie sfumature riguardo a questo tema esistono in tutti i più grandi partiti francesi. Dalla fine degli anni novanta si è diffusa l'adozione, da parte di esponenti di sinistra, dell'espressione ultra-libéral, per designare gli avversari come estremisti. Alcuni politici, come il neogollista Nicolas Sarkozy, vedono con favore cambiamenti radicali nella relazione tra il governo e l'economia. Essi sostengono che negli ultimi trent'anni i governi francesi (sia di destra che di sinistra) si siano comportati male, credendo che la Francia potesse continuare ad andare avanti senza vere riforme. Secondo alcuni, questa visione è vicina a quella di Margaret Thatcher negli anni ottanta. Altri politici di vari orientamenti politici, tra cui Dominique de Villepin, spingono per attuare riforme più moderate. Riguardo a questo tema, la bocciatura della Costituzione Europea nel referendum del 2005 è stato interpretato da alcuni come un rifiuto al liberalismo che l'Unione europea rappresenta.